# Европско екипно првенство у атлетици 2010 — Суперлига, скок увис за жене
Скок увис за жене на такмичењу у Суперлиги, Европског екипног првенства у атлетици 2010. била је једна од 20 дисциплина у женској конкуренцији.
Такмичење је одржано 19. јуна 2010, на Фана стадиону у Бергену у Норвешкој.
Учествовало је 12 репрезентација. Све такмичарке су према пласману на крају такмичења добијале бодове од 12 до 1. Ти бодиви су се на крају сабирали са резултатима осталих дисциплина да би се добио пласман репрезентације

## Земље учеснице
| Белорусија · Финска · Француска · Немачка · Уједињено Краљевство · Грчка | Италија · Норвешка · Пољска · Русија · Шпанија · Украјина |

Победила је Антонијета ди Мартино (Италија), другопласирана на Светском првенству 2007. у Осаки, која је у сезонама 2008. и 2009. борила са повредама. Овом победном је најавила повратак на своје најбоље резултате. Победила је прескочивши 2 метра у другом покушају, једина од четири такмичарке које су дошле до те висине. Друга је била Рускиња Светлана Школина која је висину од 1,98 прескочила у првом покушају, испред Немице Аријане Фридрих, којој је то успело ит трећек покушаја.

## Резултати
| #  | Ред | Атлетичарка           | ЛР   | Држава               | 1,70 | 1,75 | 1,80 | 1,85 | 1,89 | 1,92 | 1,95 | 1,98 | 2,00 | 2,02 | Рез. | Бод.   |
| -- | --- | --------------------- | ---- | -------------------- | ---- | ---- | ---- | ---- | ---- | ---- | ---- | ---- | ---- | ---- | ---- | ------ |
| 1  | 4   | Антонијета ди Мартино | 2,03 | Италија              |      |      | о    | о    | о    | о    | о    | о    | хо   | ххх  | 2,00 | 12 РС  |
| 2  | 5   | Светлана Школина      | 1,98 | Русија               |      |      | о    | о    | о    | о    | хо   | о    | ххх  |      | 1,98 | 11 =ЛР |
| 3  | 8   | Аријана Фридрих       | 2,06 | Немачка              |      |      |      | о    | o    | о    | о    | ххо  | хх   |      | 1,98 | 10 РС  |
| 4  | 3   | Рут Беитија           | 2,02 | Шпанија              |      |      | о    | о    | о    | о    | о    | хх   |      |      | 1,95 | 9      |
| 5  | 12  | Викторија Стјопина    | 2,02 | Украјина             |      | о    | о    | о    | хо   | ххх  |      |      |      |      | 1,89 | 8      |
| 6  | 1   | Тоње Ангелсен         | 1,89 | Норвешка             | о    | хо   | о    | о    | ххх  |      |      |      |      |      | 1,85 | 7      |
| 7  | 11  | Marija Nestsiarchuk   | 1,86 | Белорусија           | о    | о    | о    | ххх  |      |      |      |      |      |      | 1,80 | 5,5    |
| 8  | 9   | Антонија Стергу       | 1,97 | Грчка                | о    | о    | о    | ххх  |      |      |      |      |      |      | 1,80 | 5,5    |
| 9  | 2   | Stephanie Pywell      | 1,90 | Уједињено Краљевство |      | хо   | о    | ххх  |      |      |      |      |      |      | 1,80 | 4      |
| 10 | 10  | Нина Манга            | 1,80 | Француска            | о    | о    | ххх  |      |      |      |      |      |      |      | 1,75 | 3      |
| 11 | 6   | Mari Sepanmaa         |      | Финска               | о    | хо   | ххх  |      |      |      |      |      |      |      | 1,75 | 2      |
| 12 | 7   | Јустина Каспжицка     | 1,88 | Пољска               | о    | ххо  | хх   |      |      |      |      |      |      |      | 1,75 | 1      |